# Marek Syrnyk
Marek Syrnyk (ur. 1962) – historyk, pedagog. Były członek Zarządu Głównego Związku Ukraińców w Polsce oraz Ukraińskiego Towarzystwa Nauczycielskiego. 
Ukończył IV Liceum Ogólnokształcące w Legnicy w 1981, oraz studia magisterskie  na Uniwersytecie Marii Curie-Skłodowskiej w Lublinie.
Twórca i były redaktor ukraińskiego czasopisma oświatowego Ridna Mowa 2001-2016. Założyciel i przewodniczący Rady Fundacji Prosvita.   

## Publikacje książkowe
- Ukraińcy w Polsce 1918-1939. Oświata i szkolnictwo, "Krynica Design Studio", Wrocław 1996.
- Na wałeckiej Ukrainie. Mniejszość ukraińska w powiecie wałeckim 1947-2017, Wałcz 2017